# DBpedia
DBpedia és un projecte, l'objectiu del qual és l'extracció automàtica de dades i contingut a partir de la informació creada des del projecte Viquipèdia. Aquesta informació estructurada s'entrellaça amb altres bases de coneixement i es fa disponible a la World Wide Web.

## Origen i evolució
Aquest projecte va ser iniciat per investigadors de la Universitat Lliure de Berlín i la Universitat de Leipzig, en col·laboració amb OpenLink Software. DBpedia permet als usuaris efectuar consultes semàntiques amb relacions i propietats associades als recursos en Viquipèdia, incloent-hi enllaços a altres bases de dades relacionades. El primer conjunt de dades a disposició del públic va ser publicat el 2007. Està disponible mitjançant llicències lliures, permetent a altres poder tornar a utilitzar el conjunt de dades. DBpedia s'actualitza aproximadament un cop a l'any.

## Característiques i contingut
DBpedia es crea a partir de la informació extreta de forma automàtica estructurada-continguda en Viquipèdia. I aquesta, al seu torn, es troba interconnectada a altres conjunts de dades com, per exemple, Freebase, OpenCyc, UMBEL, GeoNames, Musicbrainz, CIA World Factbook, DBLP, Projecte Gutenberg, Dbtune Jamendo, Eurostat, UniProt, i Bio2RDF.20. DBpedia s'utilitza àmpliament en la comunitat d'investigació de web semàntica, però també és utilitzada en entorns comercials. Així, empreses com la BBC i el New York Times l'utilitzen per a organitzar el seu contingut. La possibilitat d'interconnexió de DBpedia amb altres conjunts de dades obertes a la web podria servir com a nucli per a una web de dades oberta emergent.
Viquipèdia s'ha convertit en una de les fonts de coneixement centrals de la humanitat, mantinguda per milers de col·laboradors. El projecte DBpedia aprofita aquesta gegantina font de coneixement mitjançant l'extracció d'informació estructurada de Viquipèdia fent-la accessible a la web. Els articles de Viquipèdia consisteixen sobretot en text lliure, però, també inclouen informació estructurada incrustada en els articles, com ara "infotaules", informació de categorització, imatges, coordenades geogràfiques i enllaços a pàgines web externes. Aquesta informació estructurada s'extreu i es col·loca en un conjunt de dades uniforme que es pot consultar.
El contingut de la base de dades està disponible sota llicència CC-BY-SA 3.0 i GFDL, doncs, es basa en informació extreta de Viquipèdia. Aquesta extracció de coneixement estructurat de Viquipèdia, lliurement disponible a la web utilitzant tecnologies de Linked Data Web Semàntica, és multilingüe, amb 111 edicions diferents de Viquipèdia, tot i que la base més gran de coneixement s'extreu de l'edició de la versió anglesa.

## DBpedia Spotlight
El juny de 2010 els investigadors del Grup de Sistemes basats en Web a la Universitat Lliure de Berlín van iniciar un projecte anomenat DBpedia Spotlight, per anotar les mencions dels recursos DBpedia en el text. Això proporciona una solució per vincular les fonts d'informació no estructurada al núvol amb dades obertes enllaçades a través DBpedia. DBpedia Spotlight realitza una extracció d'entitats, incloent-hi la detecció i resolució de noms importants (desambiguació). També es pot utilitzar per a reconeixement d'entitats, entre altres tasques d'extracció d'informació.